# Population Matters
Population Matters (Cuestiones Demográficas o Asuntos de Población), anteriormente conocido Optimum Population Trust (OPT) (Organización para la población óptima o Fundación Población Óptima), es una asociación sin ánimo de lucro con sede en el Reino Unido que promueve la reflexión sobre el impacto del crecimiento de la población en el medio ambiente, específicamente en lo relativo a los recursos naturales y energéticos, el cambio climático, la biodiversidad y otros factores ambientales.
Population Matters lleva a cabo campañas sobre la necesidad de estabilización de la población así como su disminución gradual mundial y en el Reino Unido. También recomienda una mejora en la planificación familiar y la educación sexual, la extensión de una mejor educación y derechos para las mujeres y la propuesta de que las parejas acuerden voluntariamente el máximo de dos hijos (Stop at two). Para el Reino Unido  apuesta por reducir las altas tasas de embarazo en la adolescencia y de embarazo no deseado (CIAP-2 W79) así como la necesidad de equilibrar la inmigración con la emigración. La organización está financiada por sus miembros y por donaciones.

## Historia
Optimum Population Trust fue fundada en 1991 por el difunto David Willey, su primer presidente. Su objetivo era recopilar, analizar y difundir información sobre el tamaño de la población mundial y nacional así como su correlación con la capacidad en recursos y sostenibilidad de los mismos de los diferentes países y la calidad de vida de sus habitantes. Se pretendía que dicha información facilitaría la toma de decisiones informadas tanto a los ciudadanos en relación con las políticas que afectan a su bienestar y al de sus descendientes. OPT hizo especial hincapié a la situación en el Reino Unido. Desde 2011 adoptó el nombre de Population Matters.
El objetivo se entendió como necesario ante la incapacidad de los distintos gobiernos del Reino Unido para actuar sobre las recomendaciones de la Comisión Real sobre la Población en 1949 (Royal Commission on Population in 1949), la Comisión Parlamentaria de Ciencia y Tecnología en 1971 (Parliamentary Select Committee on Science and Technology in 1971) y el Grupo de Población de Gobierno en 1973 (Government Population Panel in 1973) para establecer un mecanismo para el seguimiento y orientación de políticas sobre las consecuencias de los cambios de población -como el estado de bienestar, la educación, la oferta de trabajo, el envejecimiento de la población, la inmigración y el impacto sobre el medio ambiente.
OPT también apreció un descuido y desentendimiento general ante la presión del crecimiento de la población por aquellos organismos relacionados con la erradicación de la pobreza y la protección del medio ambiente. A la OPT se le concedió la condición de asociación sin ánimo de lucro el 9 de mayo de 2006.

## Población óptima o sostenible
Population Matters considera que una población óptima o sostenible, para la que debe tenerse en cuenta tanto los factores ambientales como la huella ecológica es la siguiente:
- Población mundial óptima: de 2.700 a 5.100 millones de habitantes.

- Población mundial (octubre de 2011): 7.000 millones de habitantes.

- Población del Reino Unido óptima: de 17 a 27 millones de habitantes.

- Población del Reino Unido (junio de 2010): 61,3 millones de habitantes.

## Promesa de dos o menos
"Juramento a dos o menos" La campaña de los asuntos de población "se refiere a una promesa de que el número de hijos que una persona tiene la intención de tener. Tras una solicitud de considerar cuántos hijos tener (presentada en términos de que sea "la decisión más importante del medio ambiente que tendrá que realizar") cuatro razones se citan para la elección de una familia más pequeña: "Igualdad de género ... Calidad de vida ... Calidad de Crianza de los hijos ...  Calidad de la infancia

## Patrones
- David Attenborough, escritor y presentador de televisión y activista en defensa de la vida salvaje, la sostenibilidad y el control del cambio climático.
- Partha Dasgupta, Frank Ramsey Professor Economics, Universidad de Cambridge
- Paul R. Ehrlich, ecólogo y profesor especialista en Estudios de Población, Universidad de Stanford, Premio Ramón Margalef de Ecología[5]
- Jane Goodall, fundador del Instituto Jane Goodall y Mensajero de la Paz de Naciones Unidas
- John Guillebaud, profesor emérito especialista en Planificación familiar y Salud reproductiva, Universidad de California en Londres
- Susan Hampshire, actriz y activista OPT
- James Lovelock, científico independiente, inventor y escritor, y el proponente de la hipótesis Gaia
- Aubrey Manning, Profesor de Historia Natural, Universidad de Edimburgo
- Norman Myers, profesor Visiting Fellow, Green College, Universidad de Oxford, y en las Universidades de Harvard, Cornell, Stanford, California, Míchigan y Texas. Profesor adjunto en la Universidad de Duke
- Jonathon Porritt, director del Programa del Foro para el Futuro y presidente en el Reino Unido de la Comisión para el desarrollo sostenible.
- Crispin Tickell, canciller de la Universidad de Kent, director del Programa de Previsión Política en el Instituto James Martin. Fue miembro de la representación permanente del Reino Unido en la Consejo de Seguridad de las Naciones Unidas.

### Presidente
- David Nicholson-Lord, autor de numerosos libros y artículos sobre medio ambiente, director de Urban Wildlife Network (Red de fauna urbana) y subdirector de la New Economics Foundation.